# Vilhelm Christian Holm
Vilhelm Christian Holm (28. september 1820 i København – 15. oktober 1886 i København) var en dansk bratschist og komponist.
Han skulle egentlig have været urmager, men skiftede over til musikken og blev uddannet som violinist med bl.a. Frederik Wexschall som lærer. I 1848 blev han ansat som bratschist i Det Kongelige Kapel og virkede der til sin død. Desuden spillede han kammermusik i flere sammenhænge, bl.a. i Neruda- og Toftekvartetterne.
I 1869 blev han balletrepetitør ved Det Kongelige Teater, og August Bournonville fik ham til at komponere og arrangere musikken til adskillige af sine balletter, alene eller sammen med andre.
Vilhelm Christian Holm var gift med Adolphine Mariane Theodora Augusta Lüttichau v. Westen (1822-75). Han var far til Ludvig Holm (violinist og komponist) og Marie Elisabeth Holm (pianist) samt oldefar til Peder Holm (komponist).

## Balletmusik
- La Ventana (1856)
- Fjernt fra Danmark (1860)
- Ponte molle (1866)
- Livjægerne paa Amager (1871)
- Et Æventyr i Billeder (1871)
- Mandarinens Døtre (1873)
- Weyses Minde (1874)
- Fra det forrige Aarhundrede (1875)

## Fodnoter
1. ↑  "Stamtræ for Marie Elisabeth Holm". Arkiveret fra originalen 14. juni 2003. Hentet 24. februar 2010.